# Grote heideglimmer
De grote heideglimmer (Amara famelica) is een keversoort uit de familie van de loopkevers (Carabidae). De wetenschappelijke naam van de soort werd in 1832 gepubliceerd door Christoph Zimmermann.